# Sebastián González Vázquez
Sebastián González Vázquez, né le 20 janvier 1956, est un homme politique espagnol membre du Parti populaire (PP).

## Biographie

### Vie privée
Il est marié et père de deux enfants.

### Carrière politique
Il est conseiller municipal d'Ávila de 1987 à 2004, président de la députation provinciale d'Ávila de 1993 à 2004 et député aux Cortes de Castille-et-León de 1991 à 1995.
Le 14 mars 2004, il est élu député pour Ávila au Congrès des députés et réélu en 2008 et 2011. Il est président de la commission de l'Intérieur.
Le 26 juin 2016, il est élu sénateur pour la même circonscription au Sénat et réélu en 2016. Il préside alors la commission de l'Intérieur.